# Pacov (zámek)
Pacovský zámek respektive zámek a klášter Pacov je původně na hrad přestavěná tvrz, později zámek, ve druhé polovině 17. století upravený na klášter. Po jeho zrušení se znovu stal panským sídlem. Tím zůstal až do druhé světové války. Dnes zde sídlí městský úřad a Muzeum Antonína Sovy. Objekt se nachází v severní části náměstí Svobody v Pacově, v okrese Pelhřimov v kraji Vysočina. Objekt je chráněn jako kulturní památka.

## Historie

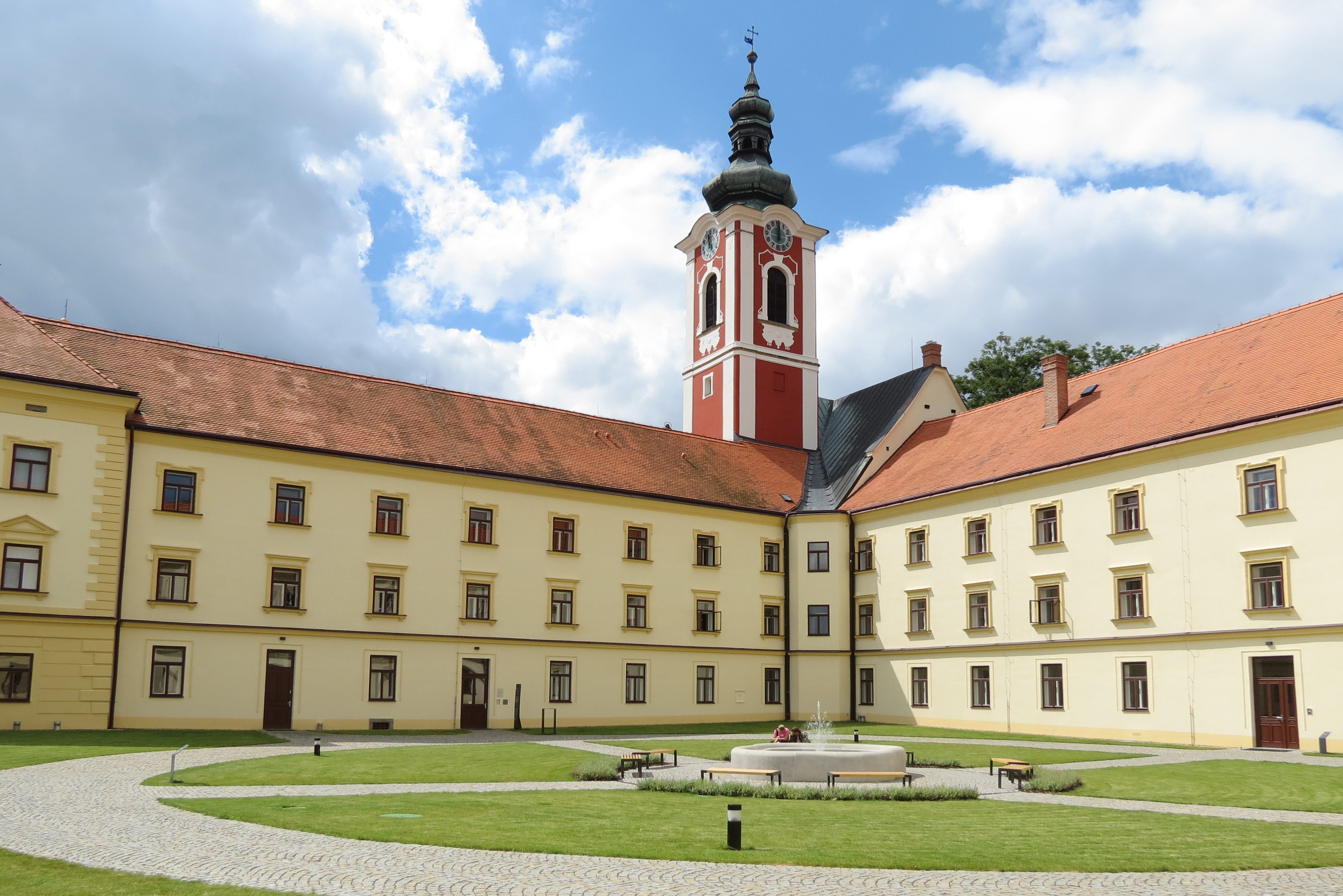
Pacovský zámek, nádvoří

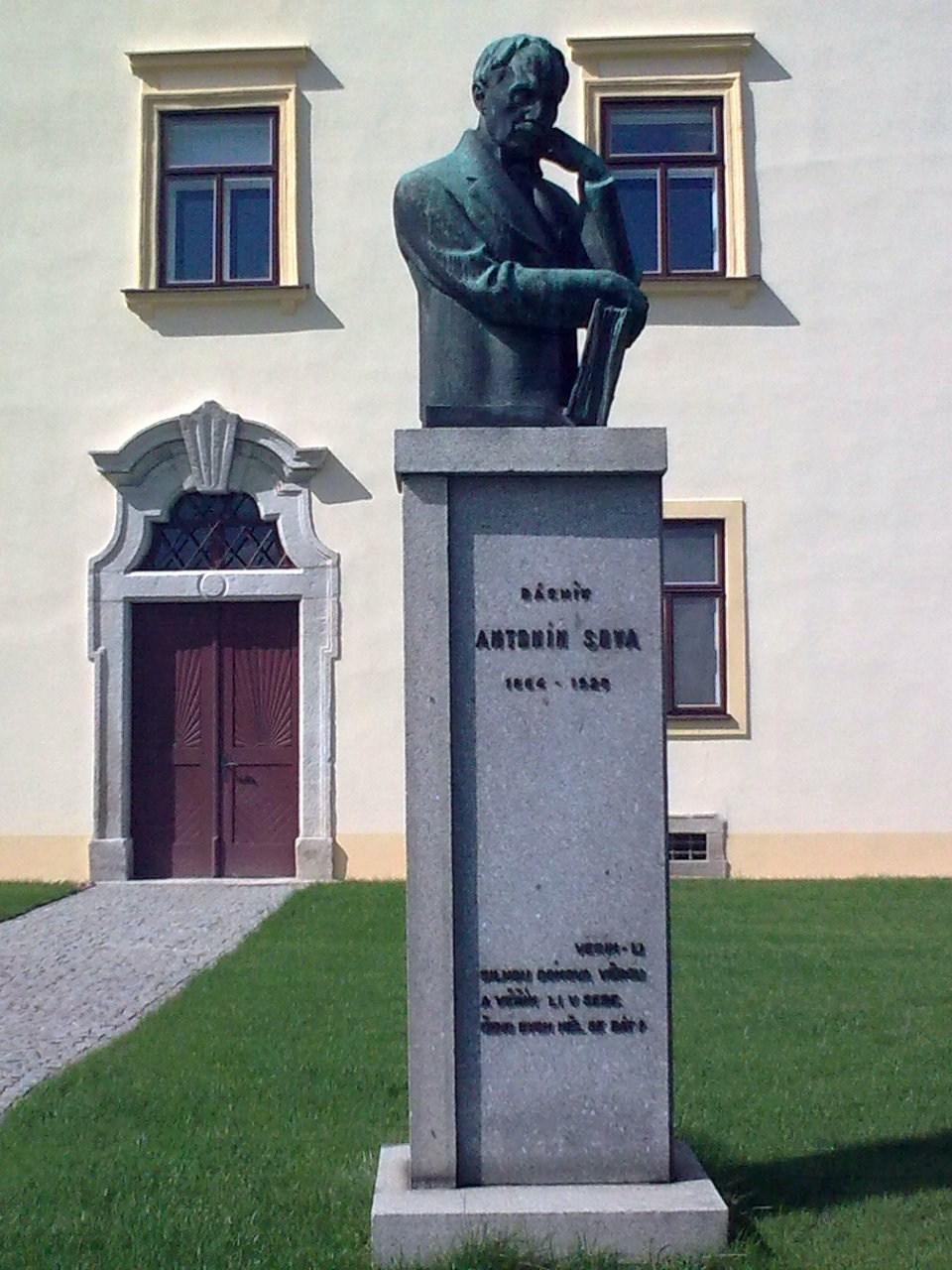
Pomník Antonína Sovy při pacovském zámku

První písemná zmínka o panském sídle v Pacově pochází z roku 1316, kdy zde sídlil Oldřich z Pacova. Kromě něj jsou známi ještě Hron z Pacova a Čéč z Pacova. Ve 14. století jej získal Jan Lucemburský, který jej v roce 1345 dal do zástavy Petrovi II. z Rožmberka. Po vyplacení jej získal rod Vchynů. V roce 1394 je jako majitel zmiňován Hynek Tluksa z Čechtic a ten jej roku 1401 prodal Petru a Janu Malovcovi z Malovic. Petr Malovec byl známý svými spory s Jindřichem z Dubé, které ukončila až zemská hotovost, když oblehla pacovskou tvrz i s městečkem. Za Malovců došlo také k přestavbě tvrze na hrad.
V roce 1528 odkoupil pacovské panství s hradem, dvorem, pivovarem, městečkem a dalšímu 18 vesnicemi Václav Robmháp ze Suché. V roce 1550 jej zakoupil Oldřich Španovský z Lisova a po jeho smrti o 3 roky později jej získala jako poručnice Magdaléna z Eincingu. V roce 1559 její poručnictví skončilo a majetek byl rozdělen mezi pět Oldřichových synů. V majetku Španovských zůstal do roku 1616, kdy Pacov zakoupila Anastazie Vítová ze Rzavého. Její syn se ovšem zúčastnil stavovského povstání, takže mu byl majetek v roce 1622 zkonfiskován. O rok později jej získala Anna Markéta Šléglová z Vrtby a od ní jej v roce 1630 zakoupil Jan starší Černín z Chudenic spolu s manželkou Zuzanou Homutovou z Harasova. V roce 1643 jej tehdy již ovdovělá Zuzana prodala generálu Zikmundu Myslíkovi z Hiršova a po jeho smrti v roce 1666 jej spravovala jeho druhá manželka Johanka Eusebie Barbora ze Žďáru a po její smrti přešel do správy karmelitánského kláštera na Malé Straně v Praze. Malou část otcova jmění získala jeho jediná dcera, baronesa Zuzana Františka (1644 – po roce 1666, zřejmě v Itálii), provdaná markýza Ippoliti di Gazoldo, kterou se otec Zikmund rozhodl vydědit.
Karmelitáni zámek přestavěli na barokní klášter, nechali u něho postavit kostel svatého Václava a v roce 1708 sem přesídlili. V roce 1787 císař Josef II. klášter zrušil a zámek připadl náboženskému fondu. V roce 1835 jej spolu s panstvím a vesnicemi Roučkovice, Samšín, Cetoraz, Bedřichov, Zhořec a Salačova Lhota odkoupil Maximilián Bedřich Gudenus a jeho manželka Otýlie z Mirbachu a od nich v roce 1844 knížata Löwenstein-Wertheim-Freudenbergové. V 70. letech 19. století pak přešel do majetku Adolfa Weisse. 
Po otci převzal velkostatek syn rytíř Adolf II. Weiss von Teesbach (5. února 1868 – 25. září 1925, zámek Lichtenberg u Saalfelden am Steinernen Meer), majitel rakouského panství Lichtenberg a panství Pacov s doménou Těchobuz se dvory Talenberk a Hrádek o rozloze 3 500 ha. Adolf II. se oženil s Luisou, rozenou hraběnkou ze Sarntheinu, a žil střídavě ve Vídni na Nibelungengasse čp. 1, v Pacově nebo na zámku Lichtenberg. Z manželství se narodilly děti: Otto rytíř Weiss von Tessbach (3. května 1898, Vídeň – 11. května 1945), Adolf III. Weiss von Tessbach (9. června 1897 Vídeň – 28. října 1979 Vídeň), Felicitas Ortnerová a Marie Weissová von Tessbach.
V roce 1864 se ve východním, v roce 1884 zbořeném, křídle zámku narodil básník Antonín Sova.

### Pozemková reforma
Pozemková reforma a přídělové řízení bylo zahájeno přídělovým komisařem Státního pozemkového úřadu v Táboře v únoru 1924. Předmětem přídělového řízení byly objekty: 1. Budislav a Záluží, ležící svými pozemky v katastrálních obcích, soud. okresu Soběslav. 2. Starý Dvůr, Hrádek, Cetoraz, Hladov, Těchobuz a Talenberk, v kat. obcích Pacov, Cetoraz, Roučkovice, Zhořec, Bedřichov, Jetřichovice, Těchobuz, Ježov Velký a Malý, soud. okresů Pacov a Mladá Vožice. 3. dvory: Kamenný Dvůr (část), Dražíč, Vranov a Chrášťany, v kat. obcích Bežerovice, Sudoměřice, Dražíč a Chrášťany, soud. okresu Bechyně a Týn n. Vltavou. Jejich výměra činila kolem 240 ha.
Z velkostatku Pacov-Budislav byly vytvořeny zbytkové statky Hladov o výměře 34 ha (prodán za přídělovou cenu 85 000 Kč Petru Neckařovi), Cetoraz o výměře 30 ha (prodán za 90 000 Kč Karlu Klímovi) a Záluží o výměře 52 ha (prodán za 145 000 Kč J. Ročkovi). K přejímanému souboru náležel lihovar v Budislavi a lihovar v Těchobuzi.
Výměrem ze dne 16. srpna 1945 (č. 3-1a-999/1-1945) zavedl Zemský národní výbor v Praze na podkladě § 2–7 dekretu prezidenta republiky ze dne 19. května 1945 národní správu na majetek Dr. Adolf III. Weiss-Tessbach (jednou čtvrtinou), Dr. Otty Weiss-Tessbach (jednou čtvrtinou), Marie Weiss-Tessbach (jednou čtvrtinou), Dr. Felicitas Ordner roz. Tessbach (jednou čtvrtinou) se živým i mrtvým inventářem a jmenoval pana Františka Kazdu, lesního u bývalého majitele Dr. Weisse, národním správcem.

### Po druhé světové válce
Od roku 1947 sídlila na zámku vojenská posádka (4. brigáda materiálního zabezpečení Pacov, 41. automobilní prapor Pacov, 42. automobilní prapor Pacov, 97. autobusový zdravotnický prapor Pacov). Ta jej jako zdevastovaný opustila v roce 1992. Od roku 1997, kdy jej získalo do svého vlastnictví město, procházel celkovou rekonstrukcí pro zpřístupnění veřejnosti. V současnosti na zámku sídlí Městský úřad Pacov, Městské muzeum Antonína Sovy v Pacově, Městská knihovna Pacov a Informační centrum.

## Stavební podoba
Podoba středověkého hradu je částečně známa díky architektonickým plánům přestavby kláštera, při níž byla většina pozůstatků hradu v roce 1740 zbořena. Hrad měl pravidelný půdorys. Podél severní strany stál trojprostorový palác s arkádou na nádvorní straně. K jihozápadnímu nároží paláce přiléhala okrouhlá věž a z jihovýchodního nároží vybíhal směrem do nádvoří rizalit. Vnější opevnění na severu tvořil široký parkán, jehož hradba byla zesílena okrouhlou baštou v severozápadním a čtverhrannou baštou v severovýchodním nároží. Z hradních staveb se dochovala pouze spodní část okrouhlé věže, která se stala součástí zámeckého zdiva.